# Wurmbea inusta
Wurmbea inusta är en tidlöseväxtart som först beskrevs av John Gilbert Baker, och fick sitt nu gällande namn av Rune Bertil Nordenstam. Wurmbea inusta ingår i släktet Wurmbea och familjen tidlöseväxter. Inga underarter finns listade i Catalogue of Life.

## Bildgalleri

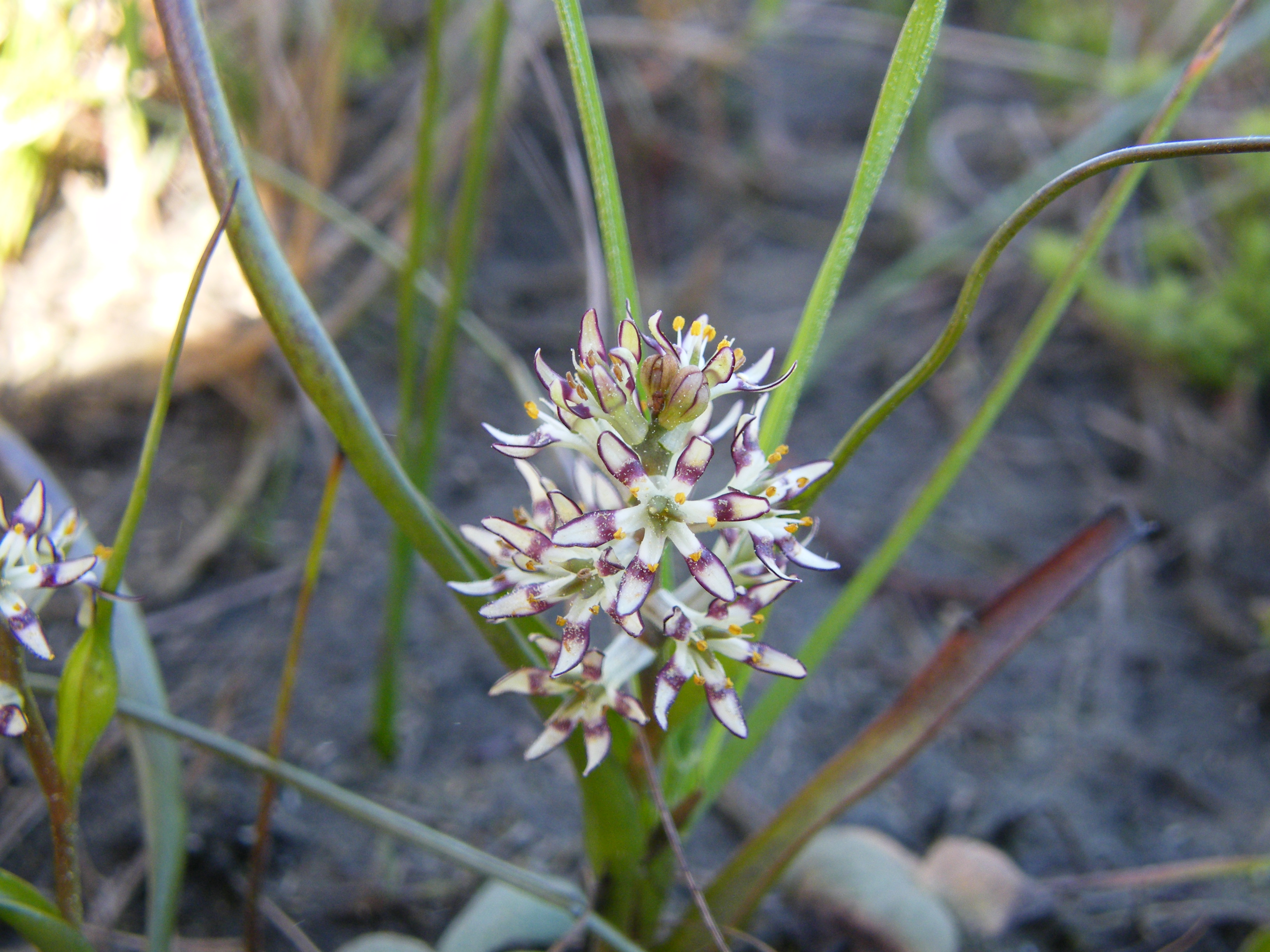
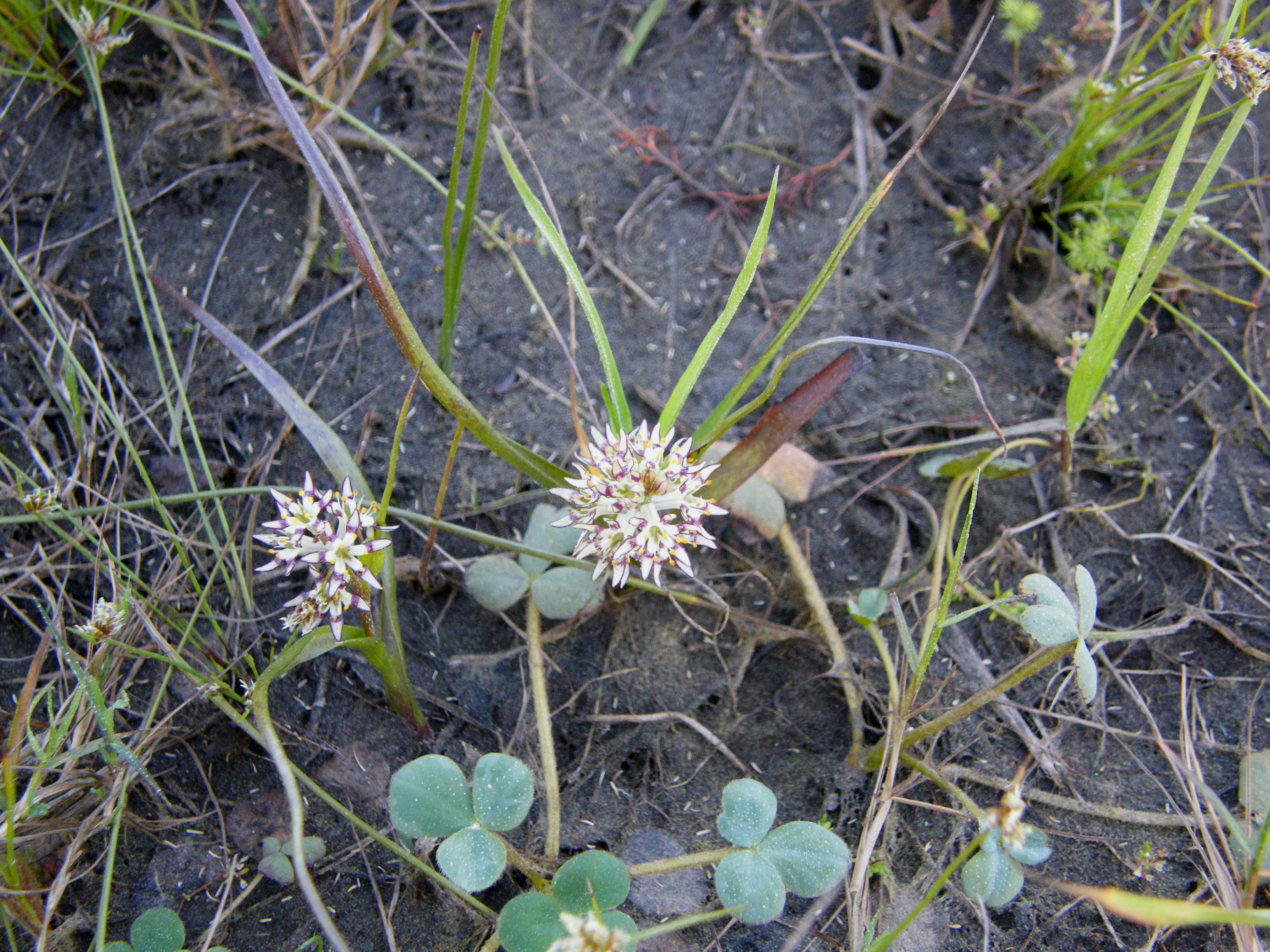